# 永顺县第一中学
永顺县第一中学（英語：No.1 Meddle School Yongshun County）位于湖南省湘西自治州，为湘西公立学校，湖南省示范性中学之一。

## 历史
1902年（清朝光绪28年），永顺知府卢沅莲把位于东门桥处西衙步南头处的“灵溪书院”扩建为“永顺府官立中学堂”，它是永顺县第一中学的前身。
1909年（清朝宣统元年），“永顺府官立中学堂”更名为“永顺府五属联合中学”。
1916年，“永顺府五属联合中学”更名为“湖南省第十联合中学”。
1930年，“湖南省第十联合中学”更名为“湖南省永顺郡联立初级中学”。
1950年，“湖南省永顺郡联立初级中学”更名为“永顺县初级中学”。
1978年，“永顺县初级中学”更名为“湖南省永顺县第一中学”。

## 学校文化

### 校训
严纪、勤思、博采、创新

### 理念
以人为本，以德立校

### 校风
团结、勤奋、务实、求真

### 学风
勤学、苦练、善思、好问

### 教风
敬业、垂范、严谨、科学

### 社团
- 《桃李园》文学社
- 青年志愿者协会
- 科技创新兴趣小组
- 学生记者站

## 著名校友
- 秦培元，龙山县龙车乡苏维埃主席。
- 宋湘林
- 潘帮典
- 王业余
- 马震
- 吴振亚
- 向生圭
- 顾杰
- 李英杰